# Jeon Soo-kyung
Jeon Soo-kyung (en hangeul : 전수경) est une actrice et chanteuse sud-coréenne née le 12 juillet 1966. Elle est principalement connue pour ses rôles dans des comédies musicales, comme les productions coréennes de Mamma Mia !, Chicago, Guys and Dolls, 42nd Street et Kiss Me, Kate, pour lesquels elle remporte plusieurs prix.

## Biographie
Née le 12 juillet 1966 à Séoul, elle s'intéresse au théâtre dès l'école primaire, souhaitant dès le plus jeune âge devenir célèbre. Elle se décide à continuer ses études dans cette voie au lycée, après le visionnage d'une série pour adolescents de l'époque, Tiger Teacher. Elle effectue des études de théâtre à l'Université d'Hanyang. Souhaitant d'abord s'orienter vers une carrière à la télévision, elle est refusée par les chaînes coréennes Korean Broadcasting System et Munhwa Broadcasting Corporation. Pendant qu'elle est encore à l'université, en 1988, elle enregistre un album à la suite d'une victoire à un concours universitaire de chant. Néanmoins, elle décide de poursuivre sa carrière au théâtre et dans les comédies musicales, afin de combiner son amour pour le jeu et le chant. Jeon Soo-kyoung décroche son premier rôle dans une comédie musicale deux ans plus tard en 1990, dans la production coréenne de Cats.
Durant les premières années de sa carrière, elle est à l'affiche de plusieurs productions coréennes de comédies musicales, comme West Side Story, A Chorus Line ou Nunsense Jamboree.
En 2004, elle décroche le rôle de Tanya dans la version coréenne de Mamma Mia !, lui permettant de chanter les titres du groupe suédois ABBA en coréen,. En 2006, elle reprend son rôle, aux côtés des mêmes artistes. La même année, elle joue une femme d'affaires à la carrière fructueuse dans la comédie musicale Ménopause (en). Elle retrouve les actrices Lee Kyung-mi et Park Hae-mi (en), ses partenaires de scène de Mamma Mia !, pour cette nouvelle pièce de théâtre. En effet, après le succès de Mamma Mia ! cette année (un succès en partie associé à son casting), les trois actrices sont approchées pour la première adaptation coréenne de Ménopause (en), afin de mettre en avant ce sujet encore peu discuté dans la société coréenne et continuer à montrer des actrices de plus de quarante ans.
En 2008, elle est à l'affiche de la comédie musicale Le Joueur (en), adaptée du roman éponyme de Fiodor Dostoïevski, où elle tient l'un des rôles principaux,. L'année suivante, elle campe l'un des rôles principaux de la pièce de théâtre Les Monologues du vagin, aux côtés des actrices Choi Jung-won et Lee Kyung-mi, également héroïnes de la production coréenne de Mamma Mia !. Cette pièce de théâtre, à la base conçue pour être un monologue, est réadaptée par la production coréenne pour inclure trois personnages, permettant au trio d'actrices d'apporter du dialogue autour d'un sujet encore peu abordé en Corée du Sud. Des histoires personnelles des trois actrices sont d'ailleurs ajoutées aux dialogues, pour ajouter de l'authenticité. Toujours en 2009, elle est à l'affiche de la production coréenne de Legally Blonde, où elle joue le rôle de Paulette. L'année suivante, elle retrouve son rôle de business woman dans Ménopause (en).
À partir de 2010, elle retrouve son rôle de Tanya dans Mamma Mia !, toujours aux côtés de Choi Jung-won et Lee Kyung-mi, rôle qu'elle reprend en 2012, en 2014, puis en 2016, cette fois avec d'autres actrices, comme Kim Young-joo, avec qui elle partage le rôle, Shin Young-sook ou Hong Ji-min,,. Elle joue alors ce rôle depuis 13 ans. Elle déclare d'ailleurs qu'elle se trouve capable d'exprimer au mieux les sentiments de son personnage Tanya lors de cette production, son âge se rapprochant de l'âge de Tanya. Elle rapporte en effet que, ses filles ayant grandi, et son corps ayant vieilli, elle comprend mieux le personnage et estime ainsi délivrer la meilleure interprétation du personnage de sa carrière. Elle explique également la longévité et le succès du spectacle, en plus de l'histoire et des chansons du groupe suédois, par l'énergie déployée par toute la production coréenne dans chaque représentation,.
Dès 2014, elle interprète le rôle de Mama Morton dans la production coréenne de Chicago, également aux côtés de Choi Jung-won. En 2020, elle retrouve Hong Ji-min et Choi Jung-won pour un concert à Daegu, qui regroupe les trois plus grandes actrices de comédies musicales coréennes du moment. Ce spectacle, intitulé « Les trois divas », présente plusieurs chansons issues des comédies musicales dans lesquelles les trois actrices ont joué, comme Mamma Mia !, Chicago ou 42nd Street.
En plus de ses rôles au théâtre et dans les comédies musicales, Jeon Soo-kyung joue dans plusieurs films coréens comme Little Black Dress (en), Mama (ko),, Enemies In-Law (en), Marriage Blue (en), ou plus récemment dans Okay Madam.
Elle tourne également dans plusieurs séries télévisées sud-coréennes où elle fait des apparitions remarquées, comme dans Melting Me Softly, Devilish Charm (en), The Time (en),, La Dernière Impératrice (en), ou Strong Girl Nam-soon (en). Au début de 2021, elle est notamment à l'affiche de Love (ft. Marriage and Divorce) (en).

## Vie personnelle

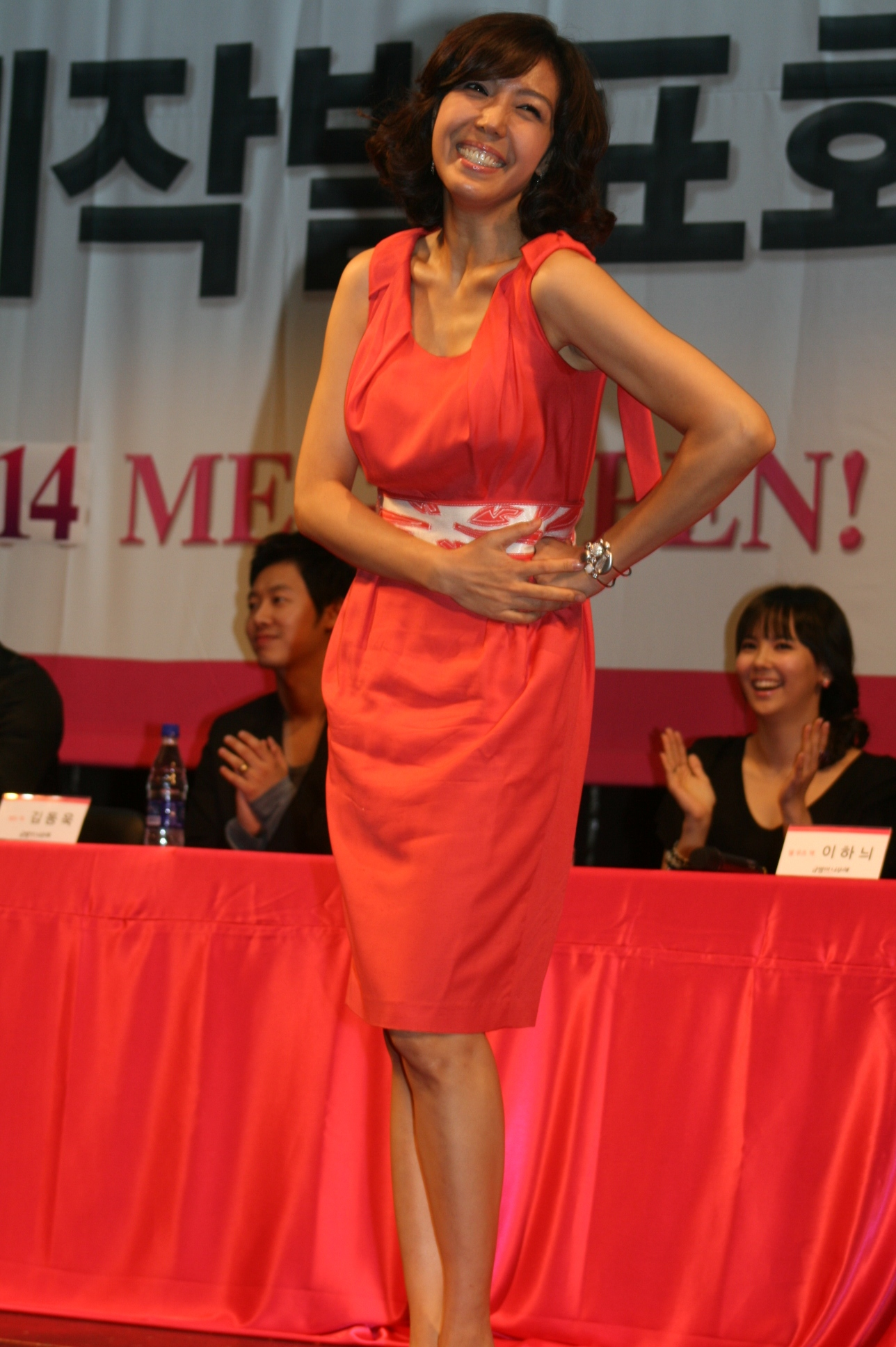
Jeon Soo-kyung en 2009.

Elle se marie une première fois en 1993 et donne naissance à deux filles jumelles, avant de divorcer en 2008,. Elle rencontre son mari actuel, Eric Swanson, le directeur d'hôtel du Hilton de Séoul, en 2010, et se remarie en 2014,.
En parallèle de sa carrière d'actrice, elle donne des cours de théâtre à l'Institut des Arts de Séoul. Elle dirige également plusieurs événements liés à l'actualité musicale en Corée du Sud, comme une représentation au festival international des comédies musicales de Daegu, ou le Seoul Musical Festival. Elle a également souffert d'un cancer de la thyroïde, qui a fortement affecté ses capacités de chant, et donc sa carrière. Parmi ses hobbies, elle pratique le yoga depuis une dizaine d'années.

## Carrière

### Théâtre et comédies musicales
| Année     | Œuvre                   | Rôle                        |
| --------- | ----------------------- | --------------------------- |
| 1991      | La mélodie du bonheur   |                             |
| 1992      | A Chorus Line           |                             |
|           | West Side Story         |                             |
| 1990-1992 | Cats                    |                             |
| 1993      | Nunsense Jamboree       |                             |
| 1995      | Grease                  |                             |
| 1996      | 42nd Street             |                             |
| 1998      | Guys and Dolls          |                             |
| 1998      | The Life                |                             |
| 1999      | Gambler                 |                             |
| 2000      | The Life                | Sonja                       |
| 2000-2001 | Rent                    | Joanne Jefferson            |
| 2001      | Kiss Me, Kate           |                             |
| 2001      | Tick, Tick... Boom!     | Susan                       |
| 2001      | Chicago                 | Roxie Hart                  |
| 2002      | Rehearsal               |                             |
| 2003      | Nunsense Jamboree       |                             |
| 2004      | Mamma Mia!              | Tanya                       |
| 2004-2005 | 42nd Street             | Maggie Jones                |
| 2005      | Guys and Dolls          | Adelaide                    |
| 2005      | Menopause               | Businesswoman               |
| 2005-2006 | Nunsense Jamboree       |                             |
| 2006      | Mamma Mia!              | Tanya                       |
| 2006      | Menopause               | Businesswoman               |
| 2006      | Annie                   | Miss Agatha Hannigan        |
| 2006      | Highlights              |                             |
| 2007-2008 | Mamma Mia!              | Tanya                       |
| 2007      | Menopause               | Professional Woman          |
| 2007      | Annie                   | Miss Agatha Hannigan        |
| 2008      | The Life                | Jojo                        |
| 2008      | Gambler                 | Comtesse                    |
| 2009      | Les monologues du vagin |                             |
| 2009      | Go, Waikiki!            | cameo                       |
| 2009      | Mamma Mia!              | Tanya                       |
| 2009-2010 | Legally Blonde          | Paulette                    |
| 2010-2013 | Mamma Mia!              | Tanya                       |
| 2012      | Catch Me If You Can     | Paula Abagnale/Carol Strong |
| 2012      | La Cage aux Folles      | Madame Marie Dindon         |
| 2013      | 급매 행복아파트 천사호  | Young-hee                   |
| 2014      | Chicago                 | Matron "Mama" Morton        |
| 2014-2015 | La Cage aux Folles      | Madame Marie Dindon         |
| 2015      | Chicago                 | Matron "Mama" Morton        |
| 2016      | Mamma Mia!              | Tanya                       |

### Films
| Année | Œuvre                                    | Rôle                                                |
| ----- | ---------------------------------------- | --------------------------------------------------- |
| 1989  | Mouse Landing Operation                  |                                                     |
| 1990  | Mrs. Cabaret                             | Park Sun-hee                                        |
| 1992  | La Belle et la Bête                      | Belle (chant), doublage coréen                      |
| 1995  | Millions in My Account                   | Sun-ah                                              |
| 1996  | Ghost Mamma                              | Kang Hye-kyung                                      |
| 1997  | Hercule                                  | Calliope, doublage coréen                           |
| 1998  | Two Cops 3                               | Mère d'un enfant kidnappé                           |
| 2000  | Chu Noh-Myoung Bakery                    | Femme rendant le gâteau                             |
| 2002  | Public Enemy                             | Femme vendant de l'eau minérale                     |
| 2003  | Reversal of Fortune                      | Je-ni                                               |
| 2007  | The Perfect Couple                       | Oh la journaliste                                   |
| 2007  | Vénus et Mars (en)                       | Hyang-mi                                            |
| 2008  | A Tale of Legendary Libido (en)          | Gérante d'un bordel                                 |
| 2009  | The Relation of Face, Mind and Love (en) | Éditrice                                            |
| 2009  | Paradise                                 | Ah-ram                                              |
| 2010  | Jumunjin                                 | Soon-nyeo                                           |
| 2010  | Finding Mr. Destiny                      | Soo-kyung                                           |
| 2010  | Little Black Dress (en)                  | Écrivaine                                           |
| 2011  | Mama (ko)                                | Hee-kyung                                           |
| 2012  | The Scent (en)                           | Gérante d'un restaurant chinois                     |
| 2012  | Return of the Mafia                      |                                                     |
| 2013  | Jinx!!                                   | Caméo                                               |
| 2013  | Marriage Blue (en)                       | Directrice d'un magasin de vêtements, boss de Yi-ra |
| 2013  | Rockin' on Heaven's Door (en)            | Mère supérieure de l'hospice                        |
| 2015  | Enemies In-Law (en)                      | Jo Kang-ja                                          |
| 2019  | The Scent of Ghosts (ko)                 | Hee-soo                                             |
| 2020  | Okay Madam                               | La belle mère                                       |

### Séries télévisées
| Année | Œuvre                                | Rôle                                    | Réseau télévisuel |
| ----- | ------------------------------------ | --------------------------------------- | ----------------- |
| 2008  | Chosun Police 2                      | Mae-hwa                                 | MBC Dramanet      |
| 2008  | Terroir                              | Go Ok-rim                               | SBS               |
| 2011  | Twinkle Twinkle (en)                 | Lee Eun-jung                            | MBC               |
| 2011  | Royal Family (en)                    | Carrie Kim                              | MBC               |
| 2011  | Color of Women                       | Sung Ae-shim                            | Channel A         |
| 2012  | I Do, I Do (en)                      | Employée de l'agence                    | MBC               |
| 2013  | Pots of Gold (en)                    |                                         | MBC               |
| 2013  | I Can Hear Your Voice                | Femme du cabinet dentaire, épisode 1    | SBS               |
| 2013  | Love in Her Bag (en)                 | Kim Mi-yeon                             | JTBC              |
| 2013  | Passionate Love (en)                 | Joo Nam-ok                              | SBS               |
| 2014  | Emergency Couple                     | Directrice de l'hôpital, épisode 1      | tvN               |
| 2014  | Into the Flames (en)                 | Yang Hwa-ja                             | TV Chosun         |
| 2014  | Glorious Day (en)                    | Propriétaire de la maison (caméo)       | SBS               |
| 2014  | Mama (série télévisée, 2014) (en)    | Kwon Do-hee                             | MBC               |
| 2015  | Divorce Lawyer in Love (en)          | Lee Yeon-hee, épisode 4                 | SBS               |
| 2017  | The Lady in Dignity (en)             | Directeur Seo                           | JTBC              |
| 2017  | Band of Sisters (en)                 | Vicky Jung                              | SBS               |
| 2017  | Chicago Typewriter                   | Wang Bang-wool                          | tvN               |
| 2018  | Welcome to Waikiki                   | Propriétaire de la maison, épisode 6    | JTBC              |
| 2018  | Queen of Mystery 2 (en)              | Nam Bok-soon                            | KBS2              |
| 2018  | The Rich Son (en)                    | Na Young-ae                             | MBC               |
| 2018  | The Time (en)                        | Jang Ok-soon                            | MBC               |
| 2018  | Devilish Charm (en)                  | Gong Jin-yang                           | MBN               |
| 2018  | La Dernière Impératrice (en)         | Impératrice Eun, épisodes 46-48         | SBS               |
| 2018  | My Strange Hero (en)                 | Mère de Chae-min                        | SBS               |
| 2019  | Welcome to Waikiki 2                 | Propriétaire de la maison, épisodes 1-2 | jTBC              |
| 2019  | My First First Love                  | Mère de Ga-Rin                          | Netflix           |
| 2019  | Melting Me Softly                    | Ma Dong-joo                             | tvN               |
| 2019  | Love with Flaws (en)                 | Mère de Baek Jang-mi                    | MBC               |
| 2020  | She Knows Everything                 | Présidente du club féminin              | MBC               |
| 2020  | Do Do Sol Sol La La Sol              | Im Ja-kyung                             | KBS               |
| 2021  | Love (ft. Marriage and Divorce) (en) | Lee Si-eun                              | TV Chosun         |

## Prix et récompenses
Lors de sa carrière, Jeon Soo-kyung a remporté plusieurs prix pour ses différentes rôles dans des comédies musicales. Elle a notamment remporté le prix de meilleure actrice dans un second rôle aux Korea Musical Awards à deux reprises, en 1997 pour son rôle dans 42nd Street et en 1999 pour son rôle dans The Life (en). Elle remporte également le prix de la meilleure interprétation féminine dans une comédie musicale aux Korea Musical Awards en 2002, pour son rôle dans Kiss Me, Kate,.
| Année | Récompense           | Catégorie                                                    | Statut  |
| ----- | -------------------- | ------------------------------------------------------------ | ------- |
| 1997  | Korea Musical Awards | Meilleure actrice dans un rôle secondaire pour 42nd Street   | Lauréat |
| 1999  | Korea Musical Awards | Meilleure actrice dans un rôle secondaire pour The Life (en) | Lauréat |
| 2002  | Korea Musical Awards | Meilleure actrice pour Kiss Me, Kate                         | Lauréat |